# カラムラサキツツジ
カラムラサキツツジ（唐紫躑躅、学名：Rhododendron mucronulatum）は、ツツジ科ツツジ属の落葉低木。

## 特徴
3-4月にかけて桃紫色の花をつける。朝鮮半島、中国東北部に自生。日本にはほとんど自生しておらず、日本で見られるのは植物園などで栽培しているものにほぼ限られる。日本の対馬や九州北部、中国地方などに分布するゲンカイツツジ（玄海躑躅、Rhododendron mucronulatum var. ciliatum）はこれの変種である。カラムラサキツツジを「ゲンカイカラツツジ」と呼ぶこともある。また、ゲンカイツツジを本種と区別しない分類もある。

## 朝鮮半島におけるカラムラサキツツジ
朝鮮語では「チンダルレ 진달래」と呼ばれ、春の訪れを告げる花として知られる。「ケナリ」（レンギョウ）や「ムグンファ」（ムクゲ）とともに朝鮮半島において広く親しまれている花であり、詩にも詠われている。北朝鮮では家電製品のブランド名（実際は、東芝などの日本製電化製品のカバーを交換したに過ぎない模造品である）や広場の名前などとしても使用され、親しまれている。花煎（ファジョン）という餅の食べられる飾りとしても使われる。

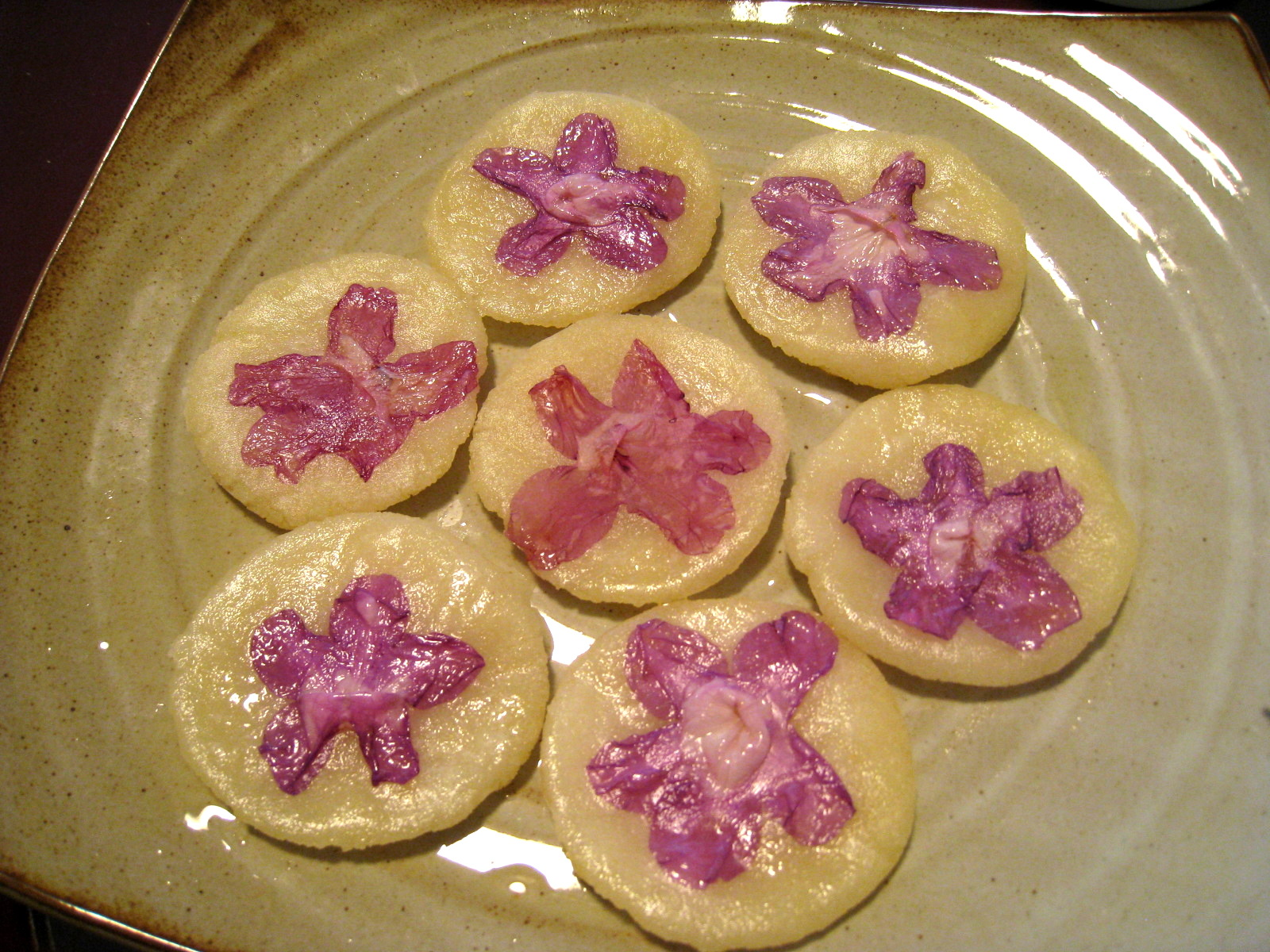
花煎

なお、韓国においては「チンダルレ」はその上位の属・科・目の名称にも使われており、ツツジ目ツツジ科ツツジ属は「チンダルレ目チンダルレ科チンダルレ属」となる（分類においては多少異同があるようである）。このため「チンダルレ」を単にツツジと訳する例も多い。
ただし、韓国内の各自治体が定める市や郡の象徴の花として「チンダルレ」を制定しているところは少なく、一方で同属であるクロフネツツジ（チョルチュク、철쭉）を象徴の花としている自治体は10以上に上る。